# Alberto Hassán
Alberto Hassán (La Plata, n. ca. 1942), es un cantante argentino, con registro de tenor, orientado principalmente a la música folklórica de América y negro spiritual, que integró el grupo vocal Opus Cuatro desde su creación hasta 2015.

## Trayectoria
Alberto Hassán, en la década de 1960, integraba el Coro Universitario de La Plata, en su condición de estudiante de la Facultad de Derecho de la Universidad Nacional de La Plata, donde se recibió de escribano público. Allí estableció relación con Antonio Bugallo, quien lo convocó a integrar Opus Cuatro, junto a su hermano Lino Bugallo y Federico Galiana, todos miembros del coro.
Opus Cuatro debutó el 10 de julio de 1968 y se convertiría en uno de los grupos vocales más importantes de América Latina, manteniéndose activo desde entonces sin interrupciones. Al comenzar 2009, habían realizado 7100 actuaciones en 450 ciudades de todo el mundo, incluyendo 25 giras por Europa y 9 por Estados Unidos.
Hassán y Galiana se mantuvieron en el grupo, en tanto que Antonio Bugallo (segundo tenor) se retiraría hacia 1972, siendo reemplazado primero por Aníbal Bresco y luego por Rubén Verna, hasta que Marcelo Balsells se integró en 1982, permaneciendo desde entonces. Poco después se retiraría también su hermano Lino, ingresando en su lugar el boliviano Hernando Irahola.
Tras más de 25 años activo en el grupo, Hassán finalmente se retiró del mismo en 2015, siendo reemplazado por el tenor Simón Fahey.

## Discografía

### Álbumes con Opus Cuatro
1. América, 1970
2. Con América en la sangre, 1971
3. Si somos americanos, 1973
4. Opus Cuatro-Op. 4 - Vol IV, 1976
5. Opus Cuatro-CBS, 1980
6. Militantes de la vida, 1984
7. Un nuevo tiempo, 1987
8. Por amor, 1992
9. Jazz, spirituals, musicals, 1993
10. Opus Cuatro canta con los coros argentinos, 1994
11. No dejes de cantar, 1996
12. Opus Cuatro canta con los coros argentinos, volumen II, 1997
13. Milagro de amor, 1998
14. Opus Cuatro, se vuelve a más, 1999 (edición para Europa)
15. Cantata al Gral. Don José de San Martín, 1999, dirección musical de Luis María Serra
16. Opus Cuatro. Europa en vivo, 2000
17. Opus Cuatro, tangos, valses y milongas, 2001
18. Los opus y los vientos, 2003, con el grupo Cuatro Vientos (Julio Martínez, Jorge Polanuer, Diego Maurizi, Leo Heras)
19. Spirituals, blues & jazz, 2005
20. Opus Cuatro canta con los coros argentinos, volumen III, 2007
21. Latinoamérica vive, 2007, Radio Nederland
22. Opus Cuatro. Cuarenta años de canto, 2008

### Para ver y oír
- En la sección "Sala de Audio" del Sitio Oficial de Opus Cuatro Archivado el 2 de abril de 2009 en Wayback Machine., es posible escuchar fragmentos de sus temas.
- "El tordo", por Opus Cuatro (1973). Video realizado y subido a YouTube por Lino Bugallo, con fotos del grupo.
- "Ol' Man River", negro spiritual por Opus Cuatro (1973). Video realizado y subido a YouTube por Lino Bugallo, con fotos del grupo.

- Datos: Q4712071